# NGC 1931
إن جي سي 1931 (NGC 1931) التي وجدت في كوكبة ممسك الأعنة و يشار إليها باسم «نسخة مصغرة من سديم الجبار», بسبب اشتراكها بنفس الخصائص. هي سديم مختلط الانبعاثات المنعكسة ويحتوي على نسخة مصغرة من تجمع المعين في عنقود نجمي يتركز في سديم إشعاعي. حجم المجموعة المعقدة كلها هو فقط حوالي 3 دقيقة-قوسية في الحجم. تبعد عن الأرض بحوالي 7000 سنة ضوئية.
السديم هو فهرس شاربلس Sh 2-237.

## وصلات خارجية
- إن جي سي 1931 @ Wikisky
- NGC 1931 @ SEDS NGC صفحة الكائنات.